# Fiona Staples
Fiona Staples é uma artista canadense, conhecida por seu trabalho como desenhistas de revistas em quadrinhos americanas como Saga, que tem ilustrado desde 2012, e Archie, que ilustrou brevemente em 2015.
Staples tem sido citada como uma das melhores artistas em atividade na indústria americana e ganhou vários vezes tanto o Eisner quanto o Harvey Awards.